# CBS 뉴스 (라디오 프로그램)
《CBS 뉴스》는 매일 오전, 오후, 저녁, 밤에 방송되는 기독교방송의 라디오 뉴스 프로그램이다.

## 기획의도 / 개요
- 편성표에는 CBS news, 아나운서 멘트에는 CBS 노컷뉴스로 표기하고 있다.

## 방송 시간
- 매일 오전 10시, 오전 11시, 낮 12시, 오후 1시, 오후 2시, 오후 3시, 오후 4시
- 월요일 ~ 토요일 새벽 4시 55분, 평일 : 밤 8시, 밤 9시, 밤 10시, 밤 11시, 주말 : 오후 5시

## 아나운서

#### 남자 아나운서
- 이봉규
- 박재홍
- 송정훈
- 김덕기
- 이강민

#### 여자 아나운서
- 장주희
- 신지혜
- 최정원
- 김은영
- 김용신
- 서연미
- 유지수
- 정민아
- 백원경
- 김윤주
- 이지민
- 채선아

## 지역 방송국 프로그램
| 방송국      | 프로그램 타이틀             | 주중 진행자            | 방송 시각                                      |
| ----------- | --------------------------- | ---------------------- | ---------------------------------------------- |
| 강원CBS     | CBS 노컷뉴스 강원           | 박윤경, 서정암         | 낮 12시                                        |
| 강원영동CBS | CBS 노컷뉴스 강원영동       | 전진, 최진성           | 낮 12시                                        |
| 충북CBS     | CBS 노컷뉴스 충북           | 이한솔, 최영실         | 새벽 4시 55분 오전 10시 오후 3시 밤 11시       |
| 대전CBS     | CBS 노컷뉴스 대전 세종 충남 | 서경희, 이태헌         | 오전 10시 낮 12시 오후 3시 밤 11시             |
| 전북CBS     | CBS 노컷뉴스 전북권         | 양송희, 유연수         | 오전 10시 오후 3시                             |
| 광주CBS     | CBS 노컷뉴스 광주·전남      | 서수현, 정정섭, 한선미 | 오전 10시 낮 12시 오후 3시 밤 11시(전남)       |
| 전남CBS     | CBS 노컷뉴스 전남동부권     | 안효경, 이진선, 임종훈 | 오전 10시 낮 12시 오후 3시 밤 11시(전남)       |
| 대구CBS     | CBS 노컷뉴스 대구·경북      | 박준상, 이현정, 지영애 | 오전 10시 낮 12시 밤 11시                      |
| 포항CBS     | CBS 노컷뉴스 포항           | 유상원, 김유정         | 새벽 4시 55분(부산) 오전 10시 오후 3시 밤 11시 |
| 부산CBS     | CBS 노컷뉴스 부산           | 김정현, 장문상, 정희경 | 새벽 4시 55분(부산) 오전 10시 오후 3시 밤 11시 |
| 울산CBS     | CBS 노컷뉴스 울산           | 김유리                 | 새벽 4시 55분(부산) 오전 10시 오후 3시 밤 11시 |
| 경남CBS     | CBS 노컷뉴스 경남           | 이윤상, 최태경         | 새벽 4시 55분(부산) 오전 10시 오후 3시 밤 11시 |
| 제주CBS     | CBS 노컷뉴스 제주           | 류도성, 박혜진         | 오후 3시                                       |

## 같이 보기
- CBS
- CBS 표준FM